# Национальный центр атмосферных исследований США
Национальный центр атмосферных исследований США (англ. National Center for Atmospheric Research, сокр. NCAR /ˈɛnkɑr/) - это финансируемый из федерального бюджета научно-исследовательский центр США, управляемый некоммерческой Университетской корпорацией атмосферных исследований (UCAR) и финансируемый Национальным научным фондом (NSF). NCAR имеет несколько объектов, включая штаб-квартиру лаборатории Меса, спроектированную Бэй Юймином, в Боулдере, штат Колорадо. Исследования включают метеорологию, климатологию, химию атмосферы, солнечно-земные взаимодействия, воздействие на окружающую среду и общество.

## Методы и технологии
NCAR сыграл важную роль в разработке лидара, светового радара, который в настоящее время является основным археологическим инструментом, а также предоставил научному сообществу множество методов и технологий для изучения атмосферы Земли, таких как:
- Специализированные автоматические приборы для измерения атмосферных процессов;
- Исследовательские самолеты;
- Высокопроизводительные вычисления и киберинфраструктура, включая суперкомпьютеры;
- Солнечная Обсерватория Мауна-Лоа;
- Натурные исследования;
- Передача технологий для нужд общества;
- Создание баз данных, служб обработки данных и прочих ресурсов;
- NCAR Command Language (NCL) - специализированный язык программирования, предназначенный для использования с климатическими и модельными данными.[6]

Разрабатываются атмосферные модели погодных, химических, солнечных и климатических процессов. Основные из них:
- Объединенная климатическая модель Земли (CESM)
- Модель исследования и прогнозирования погоды (WRF)
- Модель верхней атмосферы Земли (WACCM)

## Направления исследований
- Климат (Климат Земли в прошлом, настоящем и будущем; парниковый эффект, глобальное потепление и изменение климата; Эль-Ниньо, Ла-Нинья и другие крупномасштабные атмосферные явления; засуха, лесные пожары);
- Погода (краткосрочные прогнозы; оправдываемость прогнозов погоды; влияние погоды на климат; ураганы, торнадо и прочие опасные явления погоды; физические процессы);
- Воздействие на окружающую среду и общество (воздействие изменения климата на природную и антропогенную окружающую среду; взаимодействие погоды, климата и общества; системы метеорологического обеспечения авиации и наземного транспорта; национальная безопасность);
- Загрязнение атмосферы и химия атмосферы (загрязнение воздуха в местном, региональном и глобальном масштабах; газовый состав атмосферы; химические процессы и перенос в атмосфере);
- Солнечная радиация и космическая погода (структура солнца, от его недр до солнечных пятен и солнечной короны; солнечная цикличность; влияние Солнца на погоду и климат Земли; космическая погода);
- Другие компоненты Земной системы (взаимодействие атмосферы с океанами и другими компонентами географической оболочки, включая морской лед, горные ледники, ледниковые щиты и остальную криосферу; леса, сельское хозяйство, урбанизацию и землепользование).

## Известные ученые
Центр укомплектован учеными, инженерами, техниками и вспомогательным персоналом.
Наиболее известными учеными из числа нынешних сотрудников центра являются Том Уигли, Кевин Тренберт и Каспар Амман. В прошлом таковыми являются Пауль Йозеф Крутцен (Нобелевская премия по химии, 1995); Пол Джулиан, который вместе с коллегой Роландом Мэдденом открыл осцилляцию Маддена — Джулиана; Стивен Шнайдер и Йоахим Кюттнер — известный специалист по физике атмосферы. Грег Холланд был инициатором проекта многомасштабного моделирования "предсказание Земной системы в разных масштабах" .

## Организация исследований: лаборатории и программы
В настоящее время NCAR состоит из семи лабораторий и двух программ:
Лаборатории
- Лаборатория атмосферных химических наблюдений и моделирования (ACOM)
- Лаборатория климата и глобальной динамики (CGD)
- Лаборатория вычислительных и информационных систем (CISL), которая ранее была известна как отдел научных вычислений (SCD). CISL управляет суперкомпьютером NCAR, системой массового хранения данных, сетевого оборудования и другими вычислительными и информационными сферами. Институт математики прикладных наук о Земле (IMAGe) является исследовательским подразделением CISL.[9]
- Лаборатория наблюдения Земли (EOL). Ранее была известна как отдел атмосферных технологий (ATD). EOL управляет и эксплуатирует системы наблюдения за нижней атмосферой, включая наземные приборы и два исследовательских самолета.
- Высокогорная обсерватория (HAO) — самая старая часть NCAR. HAO - это лаборатория солнечной физики NCAR. Объектами исследований являются солнце и верхние слои атмосферы Земли. HAO управляет солнечной обсерваторией Мауна-Лоа (MLSO).
- Лаборатория мезомасштабной и микромасштабной метеорологии (МММ)
- Лаборатория прикладных исследований (RAL)

Программы
- Учебная программа (ASP)
- Интегрированная научная программа (ISP)

## Финансовое обеспечение
NCAR управляется некоммерческой организацией UCAR и является одним из финансируемых из федерального бюджета научно-исследовательских и технико-конструкторских центров NSF, причем примерно 95% его финансирования поступает от федерального правительства. Однако это не Федеральное агентство, и его сотрудники не входят в федеральную кадровую систему. В NCAR работает около 761 сотрудника. Его ежегодные расходы в 2015 финансовом году составили 167,8 млн. долл.

## Посещение

### Научные визиты
У NCAR есть много возможностей для научных визитов для проведения семинаров, коллоквиумов и сотрудничества с коллегами из академических кругов, правительственных лабораторий и частного сектора. Многие сотрудники NCAR также посещают коллег в университетах и лабораториях и служат адъюнктами или приглашенными преподавателями.

### Туризм
Центр для посетителей в Лабораторию Меса открыт для публики ежедневно и бесплатно. Экскурсии с гидом и самостоятельные туры включают в себя видео и аудио об одном из первых суперкомпьютеров, построенных компанией Сеймуром Креем, а также современный парк суперкомпьютеров, множество практических образовательных выставок, демонстрирующих погодные явления и изменения климата Земли, вызванные глобальным потеплением, а также живописную экотропу.